# 色喀执错
色喀执错（藏語：བསེ་ཁ་སྒྲིག་མཚོ།，威利转写：bse kha sgrig mtsho，THL：Sekha Driktso）位于中国西藏自治区阿里地区革吉县境内，地处革吉县中部。湖面海拔4565米，面积18.8平方公里。湖水主要靠冰雪融水和泉水补给，集水区面积1250.2方公里。